# 케네스 클라크
케네스 클라크(영어: Kenneth Clark, 1903년 7월 13일~1983년 5월 21일)은 영국의 미술사학자이다.

## 생애
윈체스터 칼리지와 옥스퍼드 대학교 트리니티 칼리지를 졸업하고 서른 살에 내셔널 갤러리 관장에 임명되었는데, 이는 지금까지도 최연소 기록으로 남아 있다. 이후 옥스퍼드 대학교에서 미술 교수로 활동했으며, 1955년부터 1960년까지 영국예술협의회 회장을 지냈다.
주요 저서로 『레오나르도 다 빈치』, 『회화감상입문』, 『명화란 무엇인가』, 『예술과 문명』, 『피에르 델라 프란체스카』 등이 있다.

## 서훈
- 1938년 바스 훈장 2등급(KCB, 작위급 훈장)
- 1959년 컴패니언 오브 아너(Order of the Companions of Honour, CH)
- 1969년 남작작위(Baron Clark of Saltwood) 서임
- 1976년 오더 오브 메리트(Order of Merit, OM)